# Día cero (canción de La Ley)
«Día cero» es una canción de la banda chilena La Ley que fue lanzada en junio de 1995 como el tercer sencillo oficial de su álbum Invisible.El tema fue escrito por Cuevas y Aboitiz.

## Video musical
El video musical fue estrenado en MTV Latino en octubre del 1995.
El video para dicho sencillo fue filmado en el desierto Coyote Dry Lake en California.

## Presentaciones en vivo
La canción fue presentada en Teletón Chile 2014.

## Lista de canciones
- CD sencillo:[6]

1. «Día cero» (Radio edit) - 4:07

1. «Día cero» (Álbum Versión) - 4:32

## Posicionamiento en listas
| Lista (1996)  | Mejor posición |
| ------------- | -------------- |
| Bolivia (UPI) | 10             |
| México (UPI)  | 6              |